# Brucker Schnellstraße
De Brucker Schnellstraße (S35) is een 35,8 kilometer lange autoweg in Oostenrijk.
De weg en loopt vanaf het knooppunt met de S6 bij Bruck an der Mur tot aan het knooppunt met de A9 bij Deutschfeistritz. De S35 heeft een configuratie van 2x2 rijstroken inclusief vluchtstroken en loopt kronkelend parallel langs de rivier Mur. Per etmaal rijden er gemiddeld 20.000 voertuigen over de autoweg.
Na de voltooiing van de S35 op 29 mei 2010 is er een volwaardig alternatief ontstaan voor de Süd Autobahn (A2). Vanaf nu kan het verkeer vanuit Wenen ook via de S6, S35 en de A9 richting Graz rijden. Bovendien biedt de S35 samen met de S6 een alternatieve route voor de tolplichtige Gleinalmtunnel op de A9. Bij files en/of wegafsluitingen kan het verkeer dankzij de elektronische borden bij de knooppunten van St. Michael en Peggau-Deutschfeistritz automatisch worden omgeleid via de S6-S35 of via de A9.

## Foto's

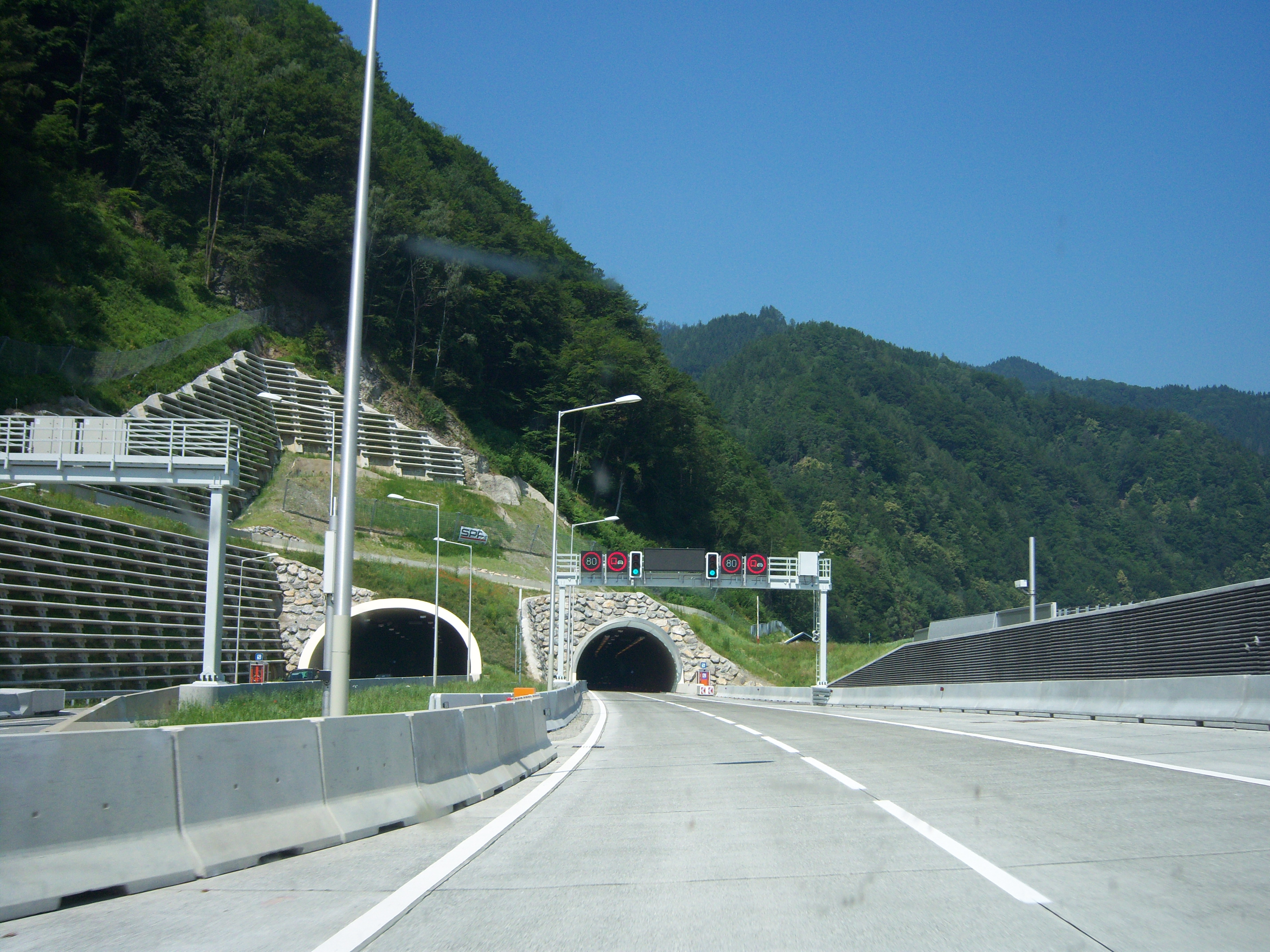
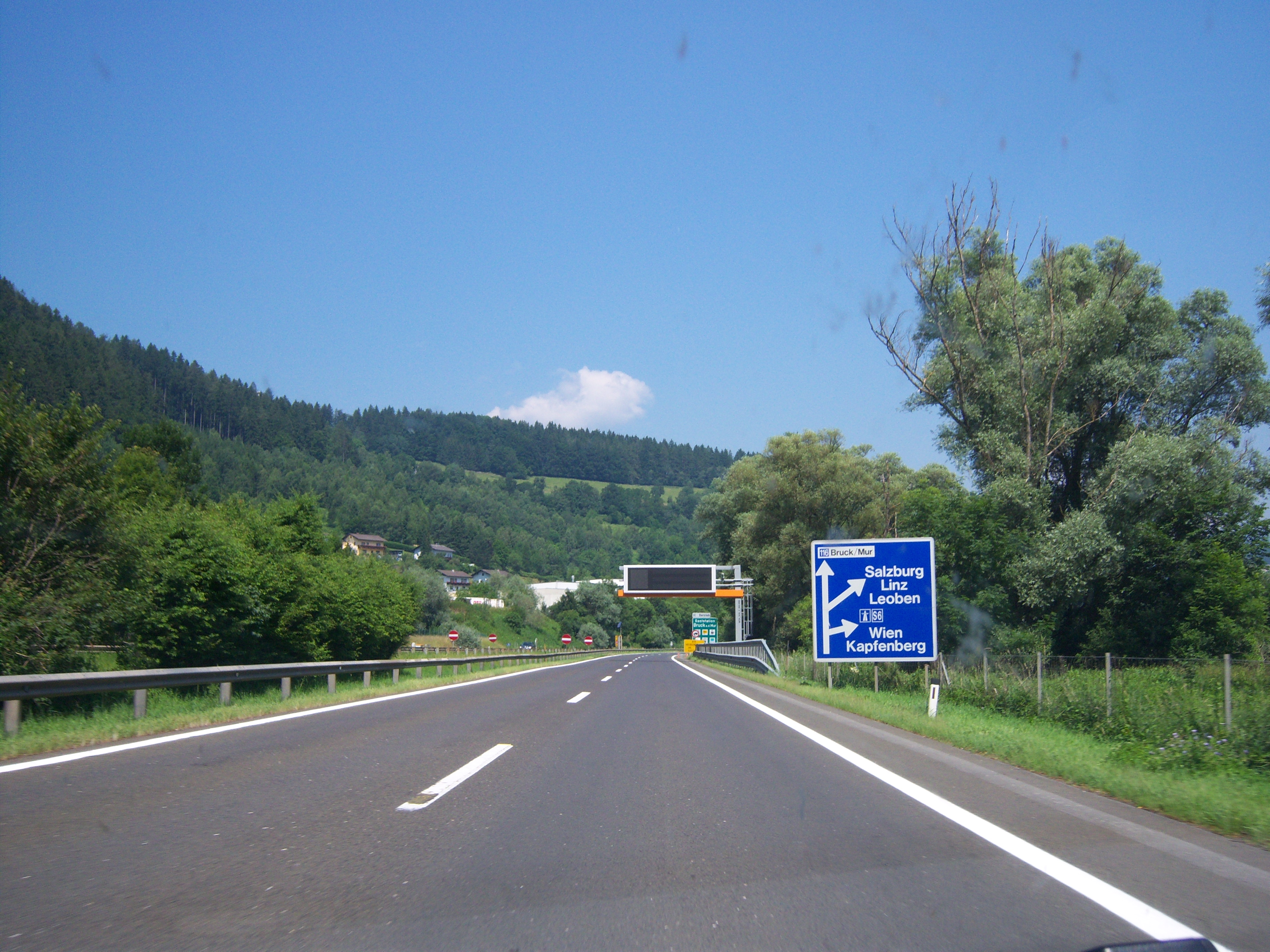
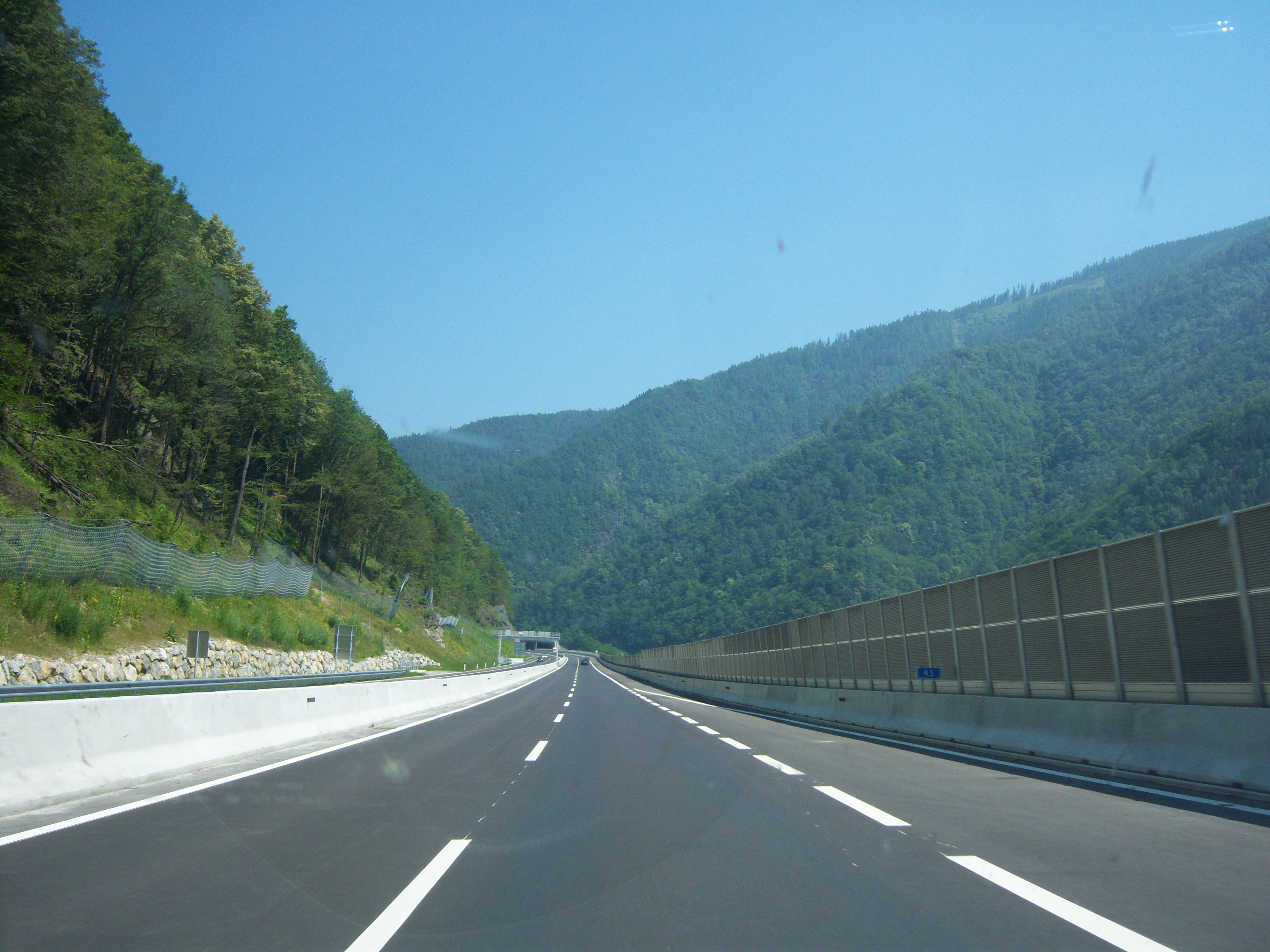
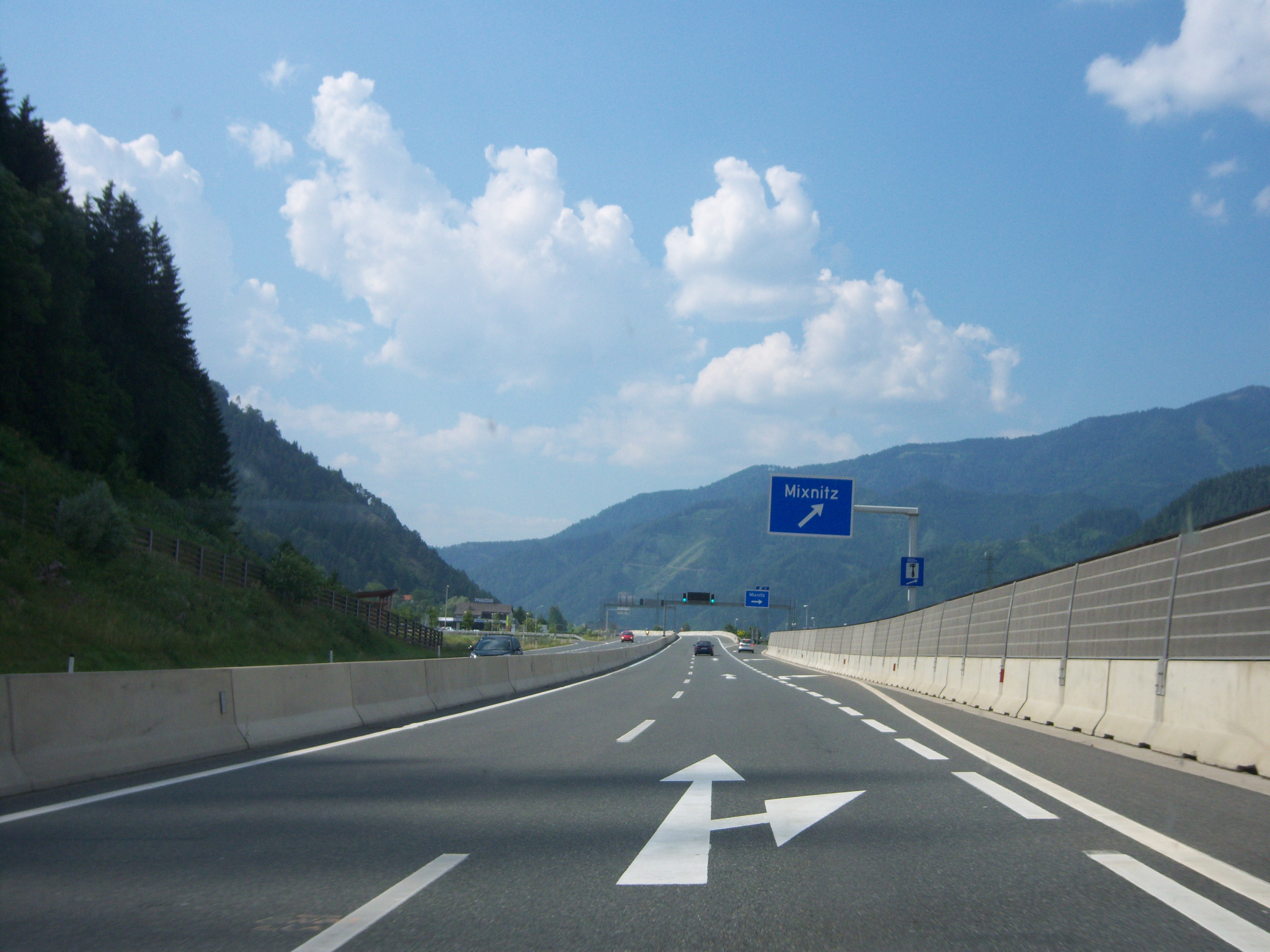
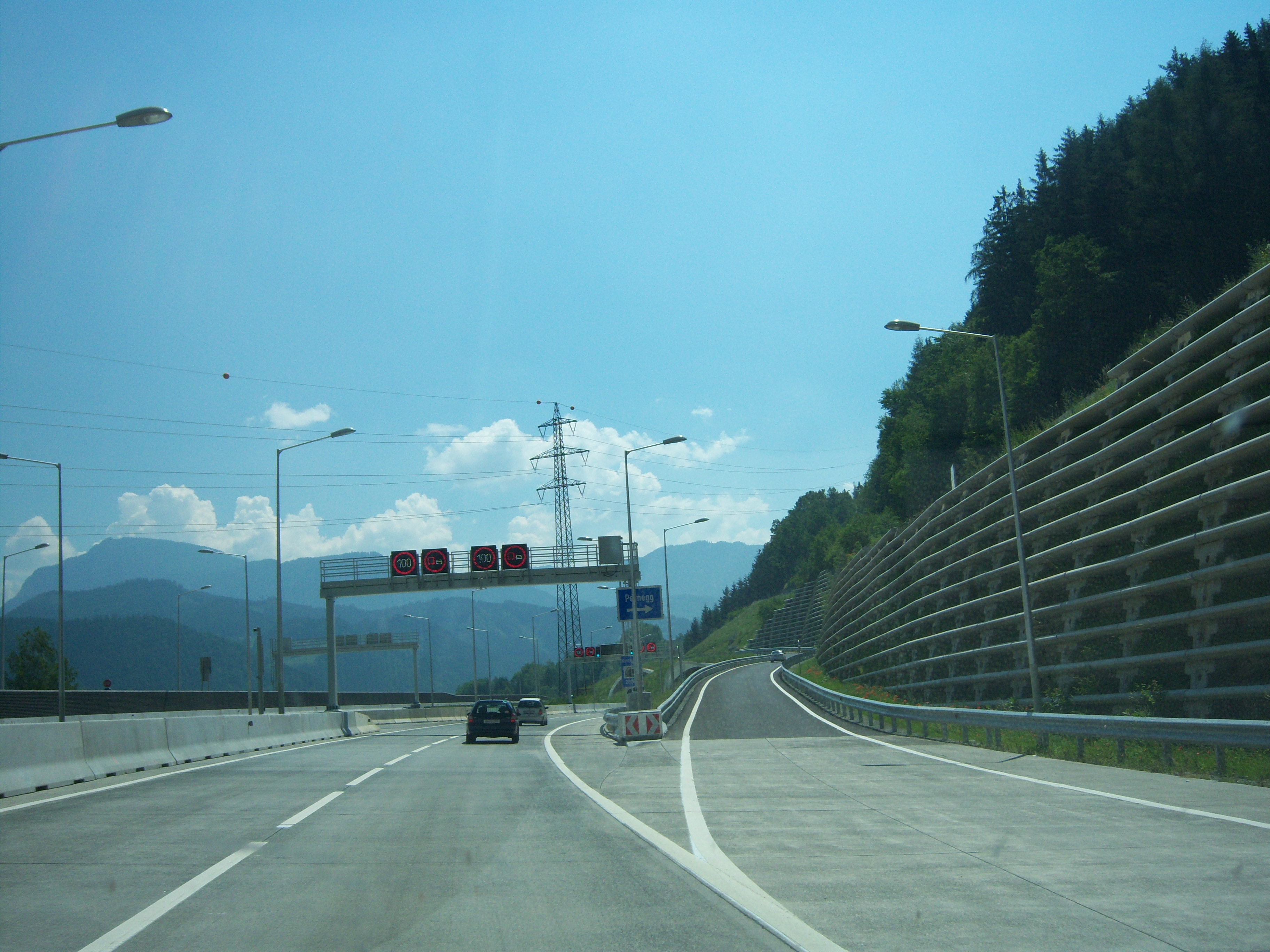
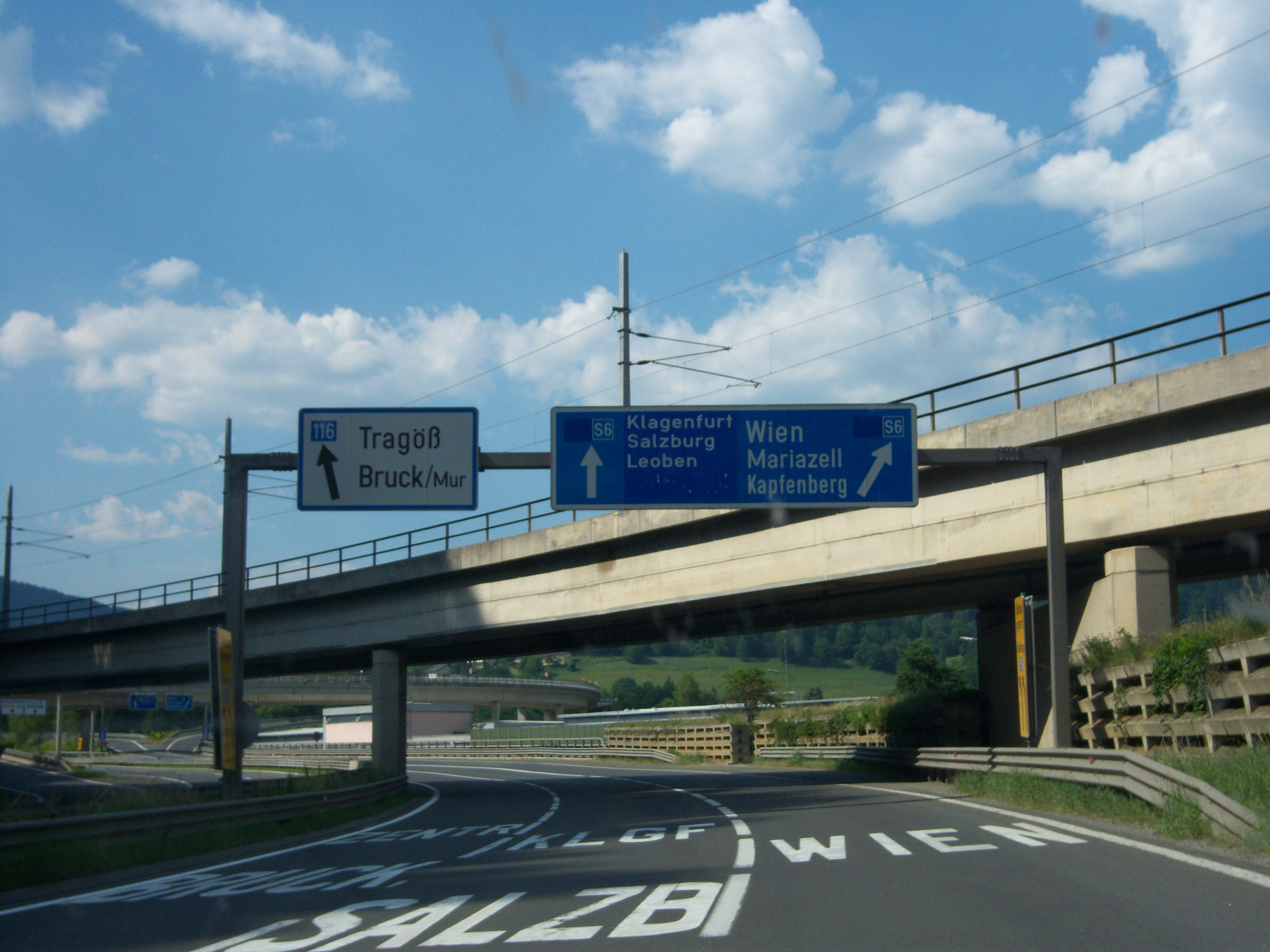

## Maximumsnelheden
| Standaard maximumsnelheid       |      |      |
| ------------------------------- | ---- | ---- |
|                                 |      |      |
| Uitzonderingen                  | Vmax | Vmax |
| Kaltenbachtunnel                |      |      |
| Röthelstein - Rothleiten        |      |      |
| Frohnleiten-Süd - Knoten Peggau |      |      |

Autobahnen: A1 · A2 · A3 · A4 · A5 · A6 · A7 · A8 · A9 · A10 · A11 · A12 · A13 · A14 · A21 · A22 · A23 · A24 · A25 · A26
Schnellstraßen: S1 · S2 · S3 · S4 · S5 · S6 · S7 · S8 · S10 · S16 · S18 · S31 · S33 · S34 · S35 · S36 · S37